# 顓愚觀衡
顓愚觀衡禪師(1579-1646)，明末清初臨濟宗高僧。號顓愚，嗣法於五臺空印大師及憨山德清大師。霸州(今河北省霸縣)趙氏子，世壽六十八，法臘四十九。明崇禎年間應請住持雲居山真如禪寺，重振宗風，恢復綱紀，法庭大開，中興古道場。因每坐禪於大傘下，自署｢傘居和尚」，世人咸贊曰｢古佛」。圓寂後，其靈骸由弟子迎龕塔葬雲居山，以彰道化，塔名為｢顓愚觀衡和尚全身法塔」。

## 史傳
1. 正印撰，《紫竹林顓愚衡和尚語錄．附卷行狀》。[1]
2. 熊文舉撰，《紫竹林顓愚衡和尚語錄．附卷塔銘》。[2]
3. 〈觀衡禪師〉，頁104-105，第四編人物志，第二章歷代住持，《雲居山新志》。
4. 〈重遷顓愚大師塔銘〉，熊文舉撰，見頁333-334，第六編藝文志，第六章墓志，《雲居山新志》。
5. 〈顓愚和尚塔銘〉，熊德陽撰，見頁333，第六編藝文志，第六章墓志，《雲居山新志》。原載於清康熙版《雲居山誌》。
6. 〈顓愚和尚塔銘〉，棲霞道盛撰，見頁347，第六編藝文志，第六章墓志，《雲居山新志》。原載於清康熙版《雲居山誌》。
7. 《雲居新志》，〈觀衡禪師〉，頁104-105，第四編人物志，第二章歷代住持，《雲居山新志》。

## 著作語錄
- 《紫竹林顓愚衡和尚語錄》，20卷。[3]
- 〈大方廣佛華嚴經綱要序〉[4]
- 《楞嚴經懸談》，1卷。[5]

## 引用資料
1. ↑  參見CBETA, J28, no. B219, pp. 770b1-p773 b29。
2. ↑  參見CBETA, J28, no. B219, pp. 773b30 - 774b18。
3. ↑   參見《卍續藏》。CBETA, J28, no. B219。
4. ↑   參見《華嚴綱要》卷1，《卍續藏》X08）
5. ↑  參見《卍續藏》。CBETA, X14, no. 293。

## 外部連結
1. 佛光大辭典第三版名相釋文：https://web.archive.org/web/20110319201445/http://etext.fgs.org.tw/etext6/search-1.htm 〈觀衡〉
2. DDBC Integrated Search：https://web.archive.org/web/20110301065021/http://isearch.ddbc.edu.tw/ 〈顓愚〉
3. 人名規範資料庫：http://authority.dila.edu.tw/person/?fromInner=A001993

- 雲居山塔院巡禮：https://web.archive.org/web/20150128112821/http://dev.ddbc.edu.tw/yunjushan/ 2011.3.29

1. 楞嚴經四依解: https://www.budaedu.org/#/books/search （页面存档备份，存于）     ( 佛陀教育基金會查詢書號CH854-17)
2. 紫竹林顓愚衡和尚語錄 https://www.budaedu.org/#/books/search （页面存档备份，存于）   (佛陀教育基金會查詢書號CH382-22)